# NGC 3195
NGC 3195 (nota anche come C 109) è una nebulosa planetaria situata nella costellazione del Camaleonte. È la nebulosa planetaria più meridionale che si conosca all'interno della Via Lattea.

## Osservazione
È una nebulosa molto conosciuta, visibile quasi esclusivamente dall'emisfero australe della Terra. Si può individuare 1,5 gradi a WSW della bella coppia di stelle δ 1,2 Cha, sulla linea che la congiunge alla ζ Chamaeleontis; occorre un telescopio di almeno 120-150mm di apertura per poter osservare questa nebulosa, che si presenta come un dischetto chiaro debolmente allungato in senso nord-sud, apparentemente privo di dettagli significanti. La stella centrale, quella che ha originato l'oggetto, è di quindicesima magnitudine, il che non favorisce il reperimento di questa nebulosa.

## Caratteristiche
Le osservazioni allo spettroscopio hanno rivelato che la nebulosa si avvicina a noi alla velocità di circa 16 km/s, mentre l'involucro nebuloso si espande nello spazio a 40km/s. Il suo diametro è stimato in circa 1 anno luce.

### Libri
- (EN) Stephen James O'Meara, Deep Sky Companions: The Caldwell Objects, Cambridge University Press, 2003, ISBN 0-521-55332-6.

### Carte celesti
- Tirion, Rappaport, Lovi, Uranometria 2000.0 - Volume II - The Southern Hemisphere to +6°, Richmond, Virginia, USA, Willmann-Bell, inc., 1987, ISBN 0-943396-15-8.
- Tirion, Sinnott, Sky Atlas 2000.0 - Second Edition, Cambridge, USA, Cambridge University Press, 1998, ISBN 0-933346-90-5.
- Tirion, The Cambridge Star Atlas 2000.0, 3ª ed., Cambridge, USA, Cambridge University Press, 2001, ISBN 0-521-80084-6.